# 龙首隙蛛
龙首隙蛛（学名：Coelotes carinatus）为暗蛛科隙蛛属的动物。在中国大陆，分布于安徽等地。该物种的模式产地在安徽黄山。
其种加词“carinatus”意为“具龙骨状脊的”。